# 猴鞍面

Smelt花瓣：

数学中，猴鞍面（monkey saddle）是方程
{\displaystyle z=x^{3}-3xy^{2}}
定义的曲面。用圆柱坐标系也可写作
{\displaystyle z=\rho ^{3}\cos(3\varphi ).}

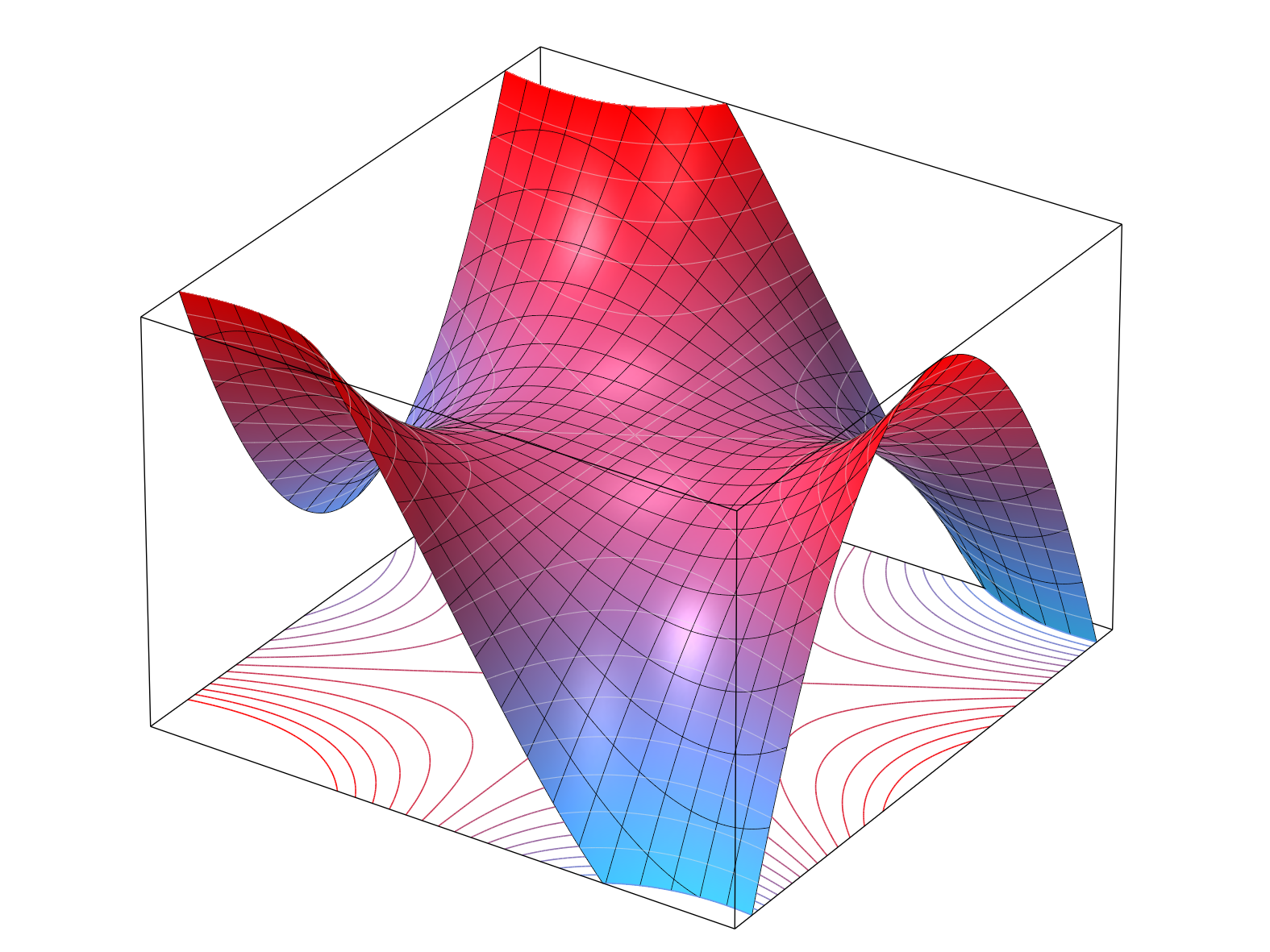
猴鞍面

猴鞍面属于鞍面，名称来源于这样的观察：给猴子准备的鞍需要两个凹陷来放腿，一个凹陷来放尾巴。猴鞍面的原点对应{\displaystyle z(x,\ y)}在原点的退化临界点。猴鞍面有一个孤立的脐点，原点处的高斯曲率为零，而在所有其他点的曲率都是严格负的。
可通过复数将直角坐标与圆柱坐标联系起来：
{\displaystyle z=x^{3}-3xy^{2}=\operatorname {Re} [(x+iy)^{3}]=\operatorname {Re} [r^{3}e^{3i\varphi }]=r^{3}\cos(3\varphi ).}
将圆柱方程中的3替换为任意整数{\displaystyle k\geq 1}，就可以得到具有k凹陷的鞍面。

猴鞍面的另一个方向是由{\displaystyle x+y+z+xyz=0}定义的Smelt花瓣，因此猴鞍面的z轴对应Smelt花瓣中的{\displaystyle (1,1,1)}方向。

## 马鞍面
马鞍面（horse saddle）指{\displaystyle z(x,\ y)}在x-y平面的每个方向上都有一个鞍点、局部最小值或最大值的普通鞍面。相比之下，猴鞍面在每个方向上都有静止的拐点。